# Agylla rufifrons
Agylla rufifrons là một loài bướm đêm thuộc phân họ Arctiinae, họ Erebidae.